# Leptospermum blakelyi
Leptospermum blakelyi är en myrtenväxtart som beskrevs av Joy Thomps.. Leptospermum blakelyi ingår i släktet Leptospermum och familjen myrtenväxter. Inga underarter finns listade i Catalogue of Life.